# Max Graf (Fotograf)

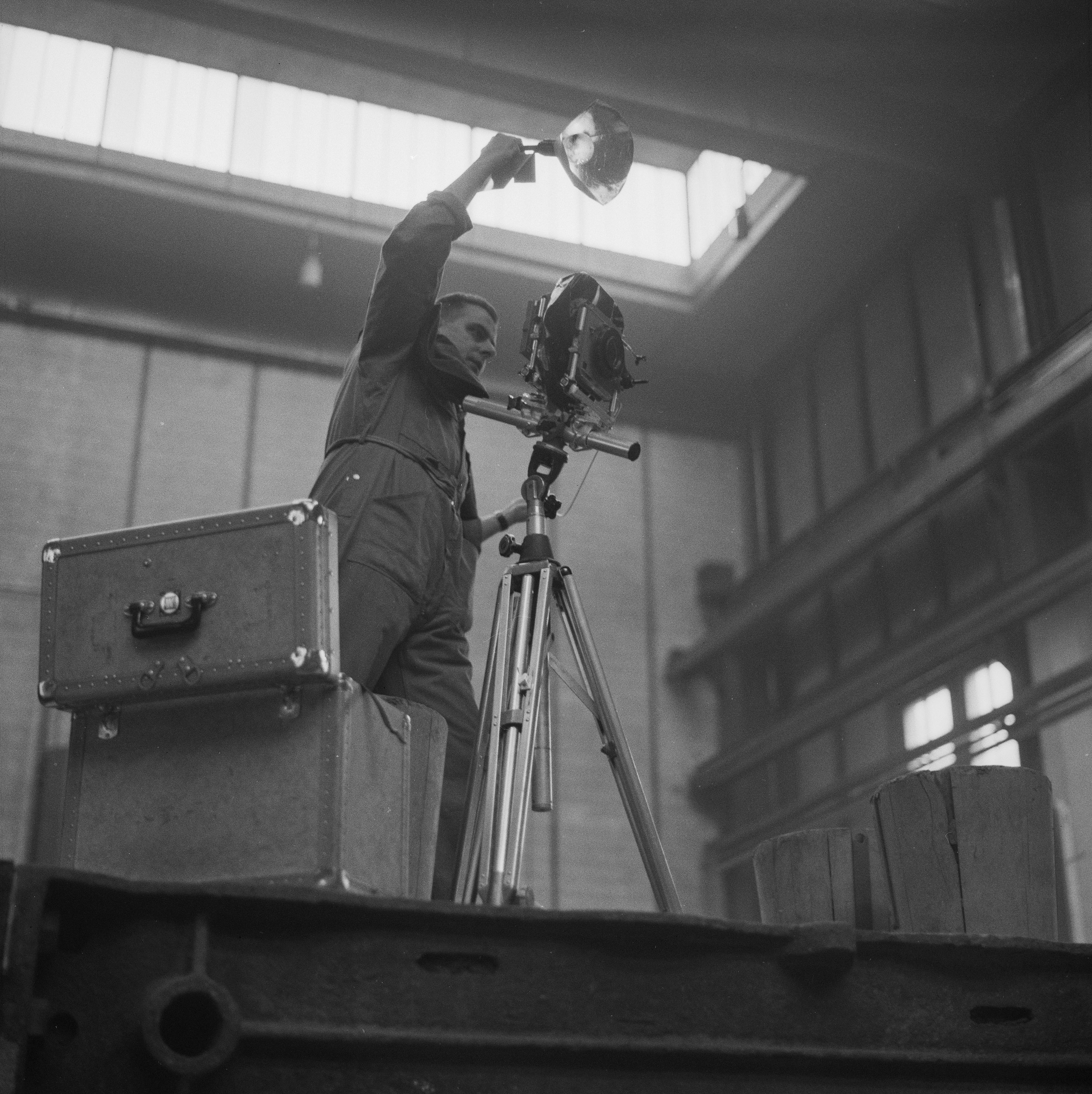
Der Fotograf Max Graf in Aktion. Fotografiert vom Werkfotograf J. Brügger 1966

Max Graf   (* 11. Dezember 1923 in Schaffhausen; † 14. November 1997 ebenda) war ein Schweizer Fotograf.

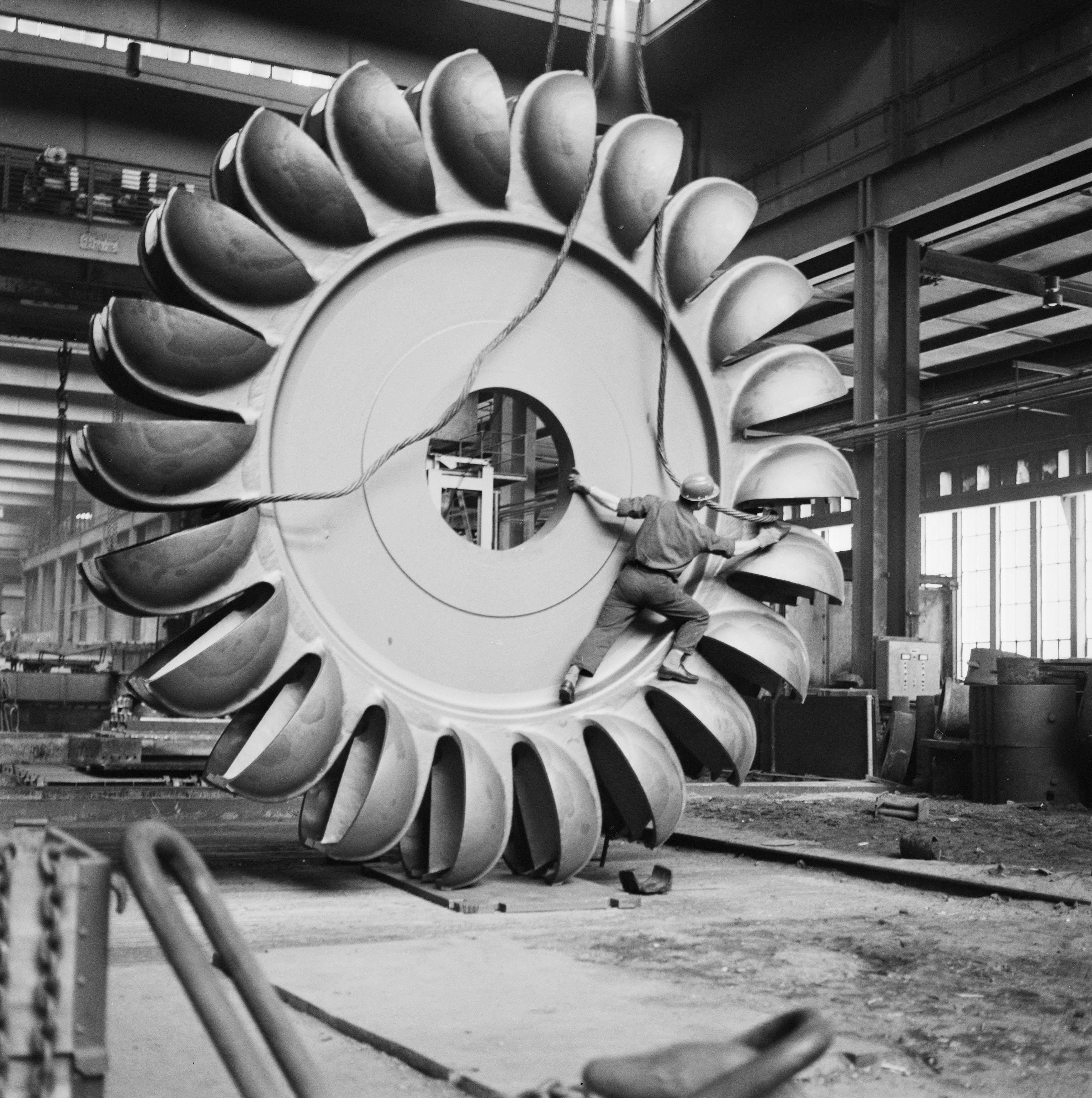
Foto von Max Graf: Peltonrad

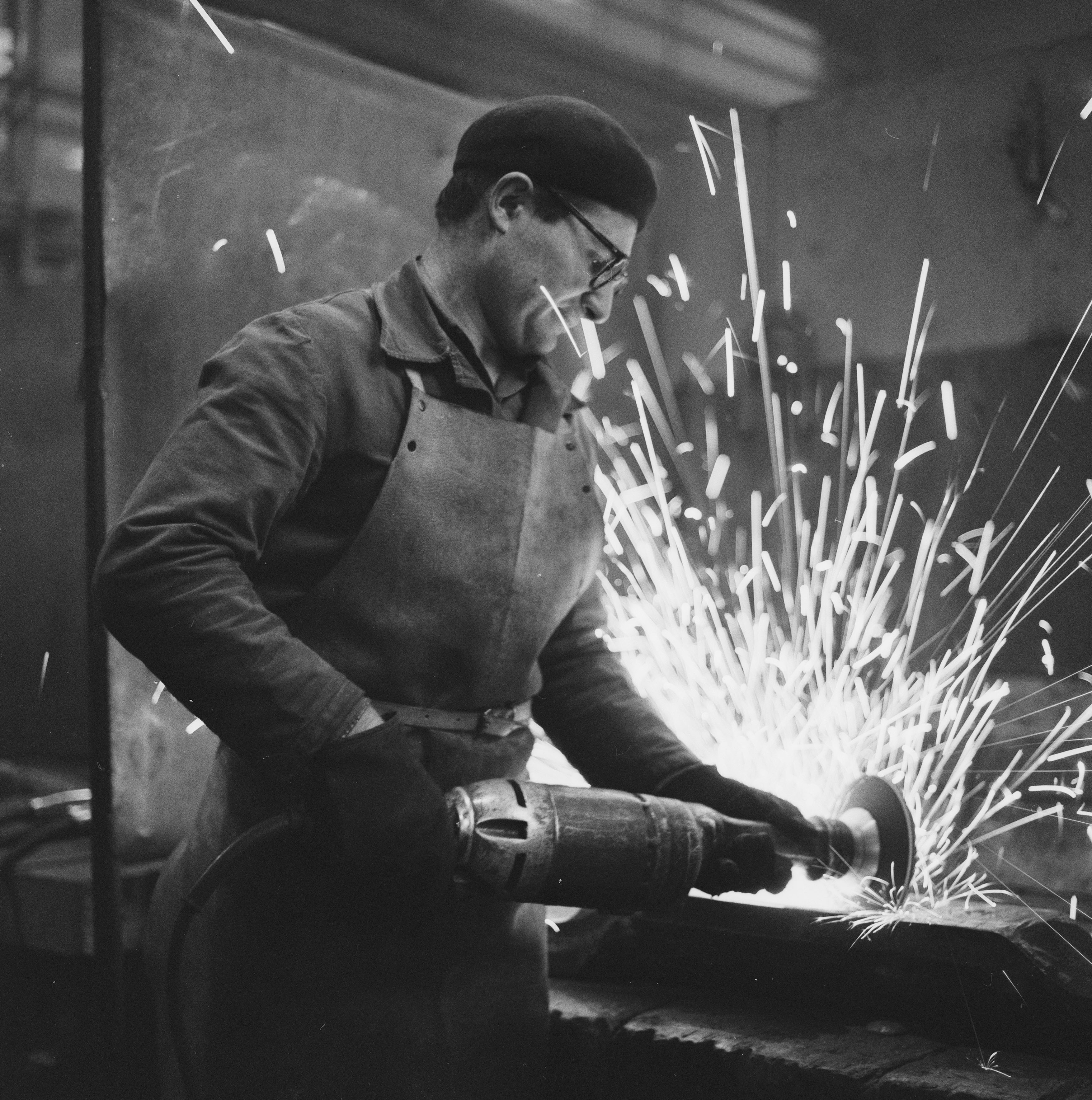
Arbeiter in der Stahlgiesserei fotografiert von Max Graf 1964

## Leben
Max Graf arbeitete zuerst als Kernmacher und Elektroschweisser bei Georg Fischer AG, bevor er sich auf sein Spezialgebiet Fotografie konzentrierte. 1956 bis 1969 war er Werkfotograf bei Georg Fischer. Mit seinen Kenntnissen und Erfahrungen erarbeitete er sich das Eidgenössische Meisterdiplom als Fotograf, das er 1966 abschloss. 1970 machte er sich als Fotograf selbständig, kehrte aber immer wieder zu seinem ersten Arbeitgeber Georg Fischer AG zurück. Daneben war er für zahlreiche Schweizer Industriebetriebe im Einsatz: So für die Sulzer AG, Rieter AG, Cilag, Geberit AG, Alusuisse AG, SIG Neuhausen, Knorr AG. Auslandeinsätze führten ihn in zahlreiche Länder Europas und Asiens.

## Werk
Max Graf dokumentierte die gesamte Arbeitswelt der Georg Fischer AG: Die Produktion in Schaffhausen, Produktaufnahmen für die Zollformalitäten oder die Forschungsabteilung, er interessierte sich aber auch für das soziale Leben und fotografierte an Jubiläumsfahrten und Weihnachtsfeiern. Besonders angetan hatte es ihm die Stahlgiesserei im Mühlental, wo der Grossstahlguss gemacht wurde. Dort entstanden besonders eindrückliche Aufnahmen. Das Konzernarchiv der Georg Fischer AG umfasst 15 000 Fotografien aus den Jahren 1952 bis 1989. Neben seinen fotografischen Arbeiten produzierte er auch Werbe- und Industriefilme für Schweizer Industriefirmen. Max Graf vermachte seine umfangreiches Privatarchiv dem  Stadtarchiv Schaffhausen. Es umfasst 878 verschiedene Positionen.
Max Graf benutzte eine weite Palette von fotografischen Werkzeugen: Grossbildkameras von Sinar, Mittelformatkameras von Hasselblad und Kleinbildkameras von Alpa und Nikon. Für seine Industriefilme verwendete er Kameras von Eclair und Beaulieu sowie ein Tonbandgerät Nagra der Firma Kudelski.  
Sein fotografisches Werk ist dokumentiert und gesichert, jedoch bis heute (Stand 2019) nicht wissenschaftlich aufgearbeitet. Es ist eine wichtige kulturhistorische Quelle für die Industrie- und Sozialgeschichte der Schweiz.

## Ausstellungen
- 1983 Schaffhausen, Museum zu Allerheiligen, Zeitgenössische europäische Photographie (Gruppenausstellung 8. Oktober – 20. November 1983)[4]
- 1995 Schaffhausen

## Publikationen
- Derek Bennet, Derek: Zeitgenössische europäische Fotografie, Schaffhausen, Kunstverein 1983. Katalog zur Gruppenausstellung im Museum zu Allerheiligen Schaffhausen.
- Franziska Eggimann: Lebendige Industrie. Blick in das Konzernarchiv der Georg Fischer AG. Zürich, Verlag Hier und Jetzt 2018. ISBN 978-3-03919-427-8
- 100 Jahre GF im Kostergut Paradies. Vom Gutsbetrieb zum Kulturdenkmal. In: Ferrum Nachrichten aus der Eisenbibliothek, Stiftung Georg Fischer AG. Band 90. 2018. S. 108–118.
- Historischer Verein des Kantons Schaffhausen: Schaffhauser Kantonsgeschichte des 19. und 20. Jahrhunderts (3 Bd.), Schaffhausen, Historischer Verein des Kantons Schaffhausen 2001–2002.